# Duolandrevus nairi
Duolandrevus nairi är en insektsart som beskrevs av Vasanth 1991. Duolandrevus nairi ingår i släktet Duolandrevus och familjen syrsor. Inga underarter finns listade i Catalogue of Life.